# Natsuo Yamaguchi
Natsuo Yamaguchi (山口 那津男?, Yamaguchi Natsuo; Nakaminato, 12 luglio 1952) è un politico giapponese, presidente dal 2009 del partito Komeito e membro della Camera dei Consiglieri del Giappone dal 2001.